# Juan Carlos Varela
Juan Carlos Varela Rodríguez (Ciutat de Panamà, 12 de desembre de 1963) és un enginyer, empresari i polític panameny, vicepresident de la República de Panamà des de l'1 de juliol de 2009 fins a l'1 de juliol de 2014 i actual president de Panamà des de l'1 de juliol de 2014. També va exercir el càrrec de ministre de Relacions Exteriors fins al 30 d'agost de 2011, després de ser destituït pel president Ricardo Martinelli, acte que va provocar la ruptura de l'aliança governamental entre el Partit Panameñista, presidit per Varela i Canvi Democràtic, presidit per Martinelli.
Després de les eleccions presidencials el 4 de maig de 2014, és triat com a president de Panamà per part de l'aliança entre el Partit Panameñista i el Partit Popular.

## Eleccions de 2014
El 17 de març de 2013, es va convertir en candidat oficial a la Presidència de la República pel Partit Panameñista després d'haver obtingut més del 99% dels vots en les primàries del partit.
El 25 d'agost Varela va ser proclamat candidat de l'Aliança “El Poble Primer”, que es troba formada pel Partit Panameñista i el Partit Popular amb el respatller del moviment polític “Els Galls de debò”, persones dissidents del Partit MOLIRENA i sectors independents del país.
El 4 de maig de 2014 va obtenir la victòria en les eleccions presidencials en vèncer al candidat oficialista José Domingo Arias amb un 39% dels vots emesos. Assumeix el càrrec de president el 1er de juliol succeint a Ricardo Martinelli.
El 13 de juliol de 2023, el secretari d'Estat dels EUA, Antony Blinken, va anunciar la prohibició que Varela entrés en aquest país a causa dels seus suposats casos de corrupció amb acceptació de suborns a canvi de contractes fraudulents. Varela ho va negar tot.